# Frodo Lives!

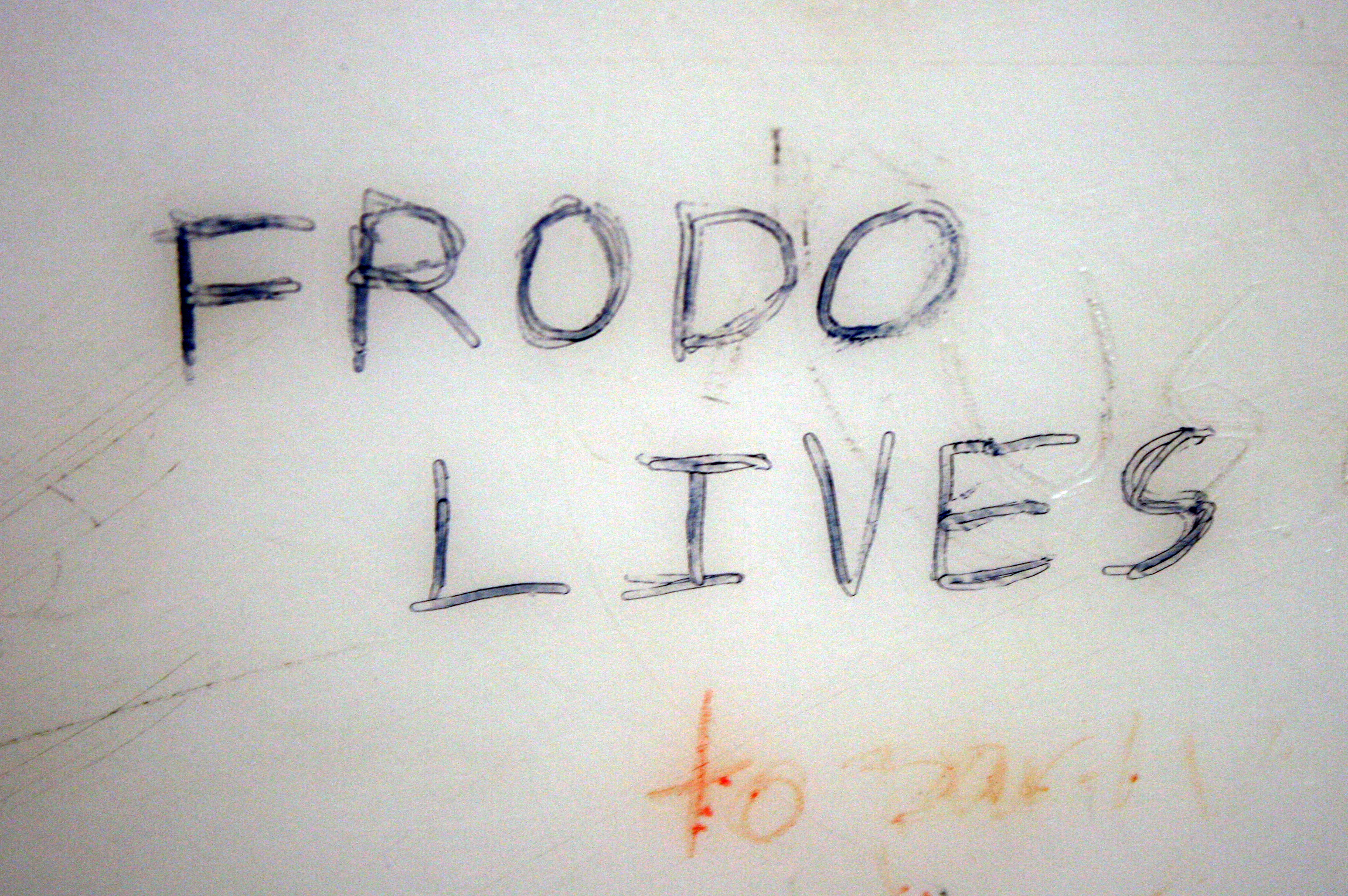
“FRODO LIVES” en un grafito de un baño público.

“Frodo Lives!” («¡Frodo vive!») fue un popular eslogan de la contracultura de los años 1960 y 70, que hace referencia al personaje Frodo Bolsón de la novela fantástica El Señor de los Anillos, del escritor británico J. R. R. Tolkien. La frase fue utilizada frecuentemente en grafitos, insignias, pegatinas, camisetas y otros soportes. En 1967 el grupo The Magic Ring publicó un sencillo titulado «Frodo Lives». El eslogan se asocia habitualmente al movimiento hippie. La frase se popularizó en su momento al aumentar la disponibilidad y el número de lectores de la novela tras su primera edición en rústica en los Estados Unidos, ya que hasta ese momento el éxito de la novela había sido relativo y sus críticas irregulares.

"Los hippies, que entran en la treintena, llevan chapas que dicen “Frodo Lives!” y decoran sus mouse pads con mapas de la Tierra Media..."
— Theodore Roszak

La frase ha sido relacionada a menudo con la creencia errónea de que el viaje de Frodo a través del mar hacia el Oeste al final de El Señor de los Anillos significaba que viviría allí para siempre, como los elfos.[cita requerida] El hecho es que, por el contrario, el propio Tolkien afirmó que Frodo moriría, y que su viaje hacia el Oeste fue únicamente por calma, curación y reposo. Otra interpretación, más directa, es que la frase se refiere al drama desarrollado en la novela durante los últimos años de la Tercera Edad, en los días de la Guerra del Anillo, durante los que el destino de los pueblos libres pendía de la misión de Frodo, un fino hilo; siendo sus andanzas y estado desconocidos para el resto de los personajes, aprestados a la batalla contra unas fuerzas muy superiores. Para esos personajes, afirmar que Frodo vivía era tanto como confiar en que no todo estaba perdido, y que un último rayo de esperanza podía disipar las sombras que se cernían sobre la Tierra Media. Otro significado que se le ha asignado a la frase, especialmente en sus usos más recientes, es que el trabajo de Tolkien se mantiene vivo y popular.[cita requerida]
A pesar de que la presencia del eslogan no ha vuelto a ser tan extensiva como en los años 1970, continúa apareciendo regularmente en artículos periodísticos y cultura popular relacionada con las historias de Tolkien. La frase fue empleada por un virus informático de los primeros años 1990, que durante su activación mostraba en pantalla el texto “Frodo Lives!” en grandes letras con un borde en movimiento. Otros ejemplos recientes de la aparición de esta frase son varios elementos de merchandising de la trilogía cinematográfica de El Señor de los Anillos de Peter Jackson.